# She Don’t Know Me
She Don't Know Me – drugi singel zespołu Bon Jovi, wydany w 1984, pochodzący z debiutanckiego albumu grupy, Bon Jovi. Nagranie jest jedynym oficjalnie wydanym studyjnym utworem, którego nie napisał żaden z członków zespołu. Współpraca Bon Jovi z Avsec'iem zaczęła się w momencie, gdy ten był producentem debiutanckiego albumu grupy LaFlavour, mającej, podobnie jak Bon Jovi, kontrakt z wytwórnią Polygram Records. 
Singel uplasował się na 48. miejscu amerykańskiej listy przebojów Billboard Hot 100.